# Associação Cultural Ecológica Sócio-Econômica do Vale do Ribeira
A Associação Cultural Ecológica Sócio-Econômica do Vale do Ribeira (Aceseval) é uma organização não-governamental que se dedica a melhorar as condições de vida da população de baixa renda em Pariquera-Açu, no Vale do Ribeira, São Paulo, ela é reconhecida como de Utilidade Pública pelo Ministério da Justiça.
Conforme estatísticas, é preciso auxiliar a população do Vale do Ribeira, que embora fique no estado mais rico do Brasil, tem indicadores semelhantes ao do semi-árido nordestino.
De acordo com o Índice Paulista de Vulnerabilidade Social da Fundação Seade, a média dos paulistas que vivem em situação de enorme fragilidade é de 9,83%. Em Pariquera-Açu, a taxa é de 14,73%.
A Aceval atua na região desde 1995, contando com o trabalho de voluntários e com doações para promover iniciativas junto a crianças, jovens e idosos, além de comunidades indígenas e quilombolas. Mantém corais, grupos de dança e teatro, entre outros, que têm se apresentado por todo o estado de São Paulo.
Assim, une a comunidade, preserva e divulga a cultura da região, e afasta crianças e adolescentes das ruas e de maiores riscos.